# Zeměbrana

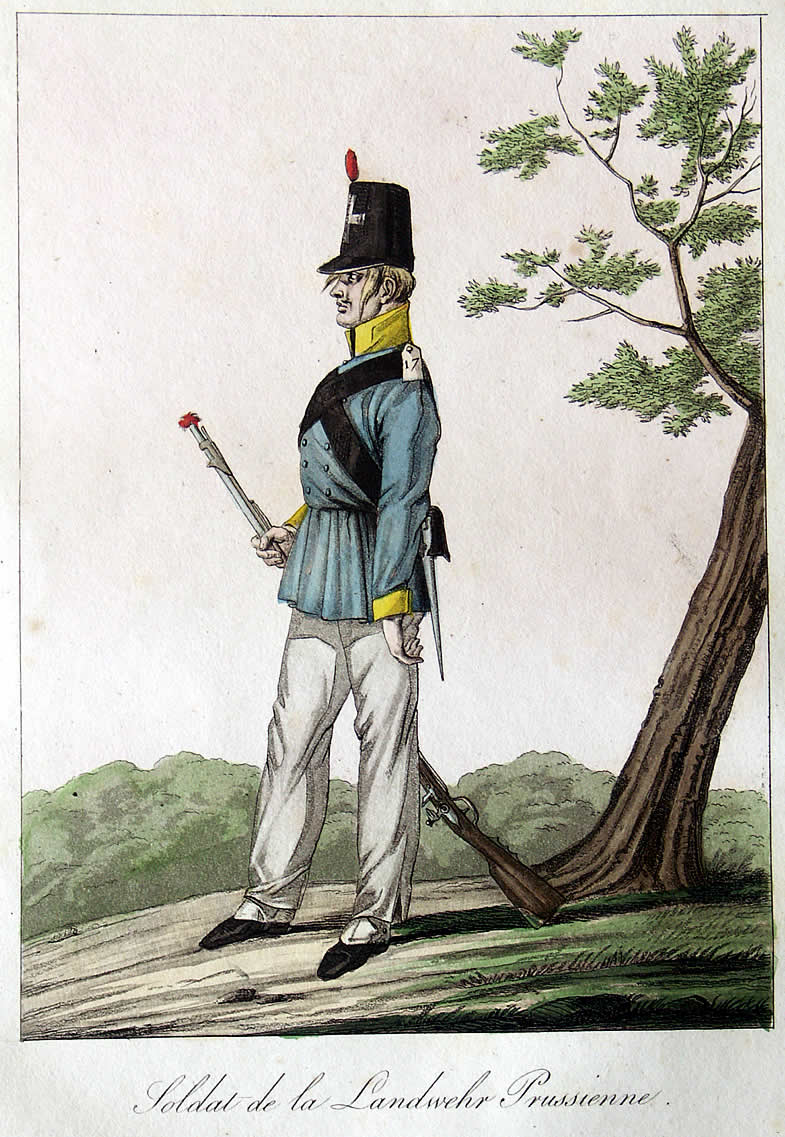
Pruský Landwehr, 1815

Zeměbrana neboli hotovost, anglicky territorial army, německy Landwehr, maďarsky honvéd, je starší vojenský termín, označující součást vojska (armády) skládající se ze stálé armády odvedených branců, kteří jsou dnes označováni jako základní (prezenční) služba, a aktivních záložníků.
Zeměbrana je výsledkem všeobecné branné povinnosti. Byla rozhodující silou první a druhé světové války.
První branecká armáda byla v Čechách a na Moravě zavedena v roce 1743. Patent ze 14. října 1744 ustanovil 39 setnin. Stejnokroj (uniforma) byl bílý, s červenými výložkami a černým kloboukem. Služba trvala 6 let. Po skončení válek o rakouské dědictví byla zrušena. Obnovena byla v roce 1808. Po skončení napoleonských válek existovala jen jako domobrana, s výjimkou revolučních let 1848–1849. V roce 1850 byla zrušena a obnovena v roce 1868 se zavedením všeobecné branné povinnosti. V Rakousko-Uhersku byla zeměbrana rozdělena na rakouskou a uherskou.
Česká republika přešla na plně profesionální armádu v prosinci roku 2004, dále je používán termín územní obrana.